# Cubix
A Cubix (eredeti cím: Cubix / Cubix – Robots for Everyone) két szezonból álló, számítógép-animációs ifjúsági sci-fi történet, melynek elkészítésében szerepet játszott a japán Xebec és a koreai Cinepix stúdió 2001-ben. Tehát koprodukciós animét láthattunk. Mindkét évad 13-13 részből áll.

## Cubix a magyar TV-ben
2003 tavaszán volt látható a Cartoon Network műsorán az 1. évad, majd július végére megérkezett a második is. A későbbiekben a Hálózat TV tűzte műsorára Cubix-ot, 2006. szeptember 6 óta pedig az A+ műsorán volt látható rendszeresen. Az A+ megszűnésével az Animax vetítette. Sajnos a lebutított amerikai változat által Magyarországon csak a gyerekek körében aratott valamennyi sikert, pedig eredetileg története és erőszakossága által idősebb gyerekeknek vagy ifjúságnak készült. Az A+ – még az amerikai változat ellenére is – az első évad végén kitette a 12+ korhatár-jelzést. A 26 részből 24 DVD-n is megjelent, viszont nem sorrendben adták ki az epizódokat.

## Cselekmény
1. évad
2040-ben Connor és apukája Bubivárosba költözik, ahol sokkal több robot tevékenykedik az emberek mellett. Ennek igazán csak Connor tud örülni, mert már ezelőtt is imádta a robotokat. Egy véletlen folytán megismerkedik az "Üregiekkel" és meglátja a roncsok között a javíthatatlannak hitt Cubix robotot. Eddig senki sem tudta rendbehozni. Eddig; ugyanis Connor-nak megmagyarázhatatlan módon sikerül. Connor az új barátaival fergeteges és mégis veszélyes kalandokba bonyolódik azáltal, hogy találkoznak Dr. Gagyival. (Angolul Dr. K.) Dr. Gagyi gátlástalanul meghibásodott és őrjöngő robotokat támad meg azáltal, hogy erőszakosan kioperálja belőlük az úgynevezett Solex anyagot. A Solex-ről az alábbi alfejezetben lehet tájékozódni. A sorozatban sajnos csak nagyon ködösen utalnak a rejtélyére, illetve valójában az amerikai vágott változatból – az erőszakos háttértörténet miatt – kivágásra került a magyarázata. Dr. Gagyi egy gonosz bosszú miatt gyűjti a szétszóródott Solex-et egy nagyobb hatalom létrehozásáért és a gyerekek ádáz küzdelmek árán szembekerülnek vele.
2. évad
Dr. Gagyi létrehoz egy olyan robotot, amely "vektorcsápjaival" behatol a robotok fő központi egységébe és ezáltal lemásolja a robotok minden tulajdonságait. Dr. Gagyi így akarja újabb bosszúként legyőzni Cubix-ot és a Robixcorp nevű céget… A második etap egyszerűbb történetvezetés mellett sokkal több kitöltő epizódot tartalmaz, ellenben epikus végkifejlettel zárul.

## Mi az a Solex?
A Solex 2040-ben az univerzum egyik legerősebb anyaga és nagy hatalmat kölcsönöz bizonyos típusú robotoknak. Ám nem mindegy, hogy milyen típusú robotok használhatják fel. Olyan csúcsszuper – mentésre és harcra specializálódott – robotnak van rá szüksége, mint amilyen például Cubix. Ám egyszerű munkásrobotok processzorai meghibásodnak, ha ez az anyag megfertőzi őket. A Robixcorp-nál egy régi baleset következtében néhány munkásrobot "Solex-fertőzötté" vált, ugyanis a közvetlen közelükben folytak kísérletek a Solex-szel. Mindezáltal a Solex rossz kezekben olyasmire is képes lehet, mint egy vegyi fegyver. Ezért kellett mindenképpen Dr. Gagyi útjába állni.

## Évados áttekintés
| Évad | Évad | Epizódok | Eredeti sugárzás    | Eredeti sugárzás  | Magyar sugárzás | Magyar sugárzás |
| Évad | Évad | Epizódok | Évadpremier         | Évadfinálé        | Évadpremier     | Évadfinálé      |
| ---- | ---- | -------- | ------------------- | ----------------- | --------------- | --------------- |
|      | 1    | 13       | 2001. augusztus 11. | 2002. február 9.  | 2003. tavasz    | 2003.           |
|      | 2    | 13       | 2003. március 15.   | 2003. április 26. | 2003. július    | 2003.           |

## 1. évad
| #   | Eredeti cím                    | Magyar cím            | Eredeti premier      | Magyar premier |
| --- | ------------------------------ | --------------------- | -------------------- | -------------- |
| 1.  | The Unfixable Robot            | A javíthatatlan robot | 2001. augusztus 11.  |                |
| 2.  | Electrix                       | Az új családtag       | 2001. augusztus 18.  |                |
| 3.  | The Underground of Bubble Town | A rövidzárlat         | 2001. augusztus 25.  |                |
| 4.  | The Iron Chef                  | A TV sztár            | 2001. szeptember 1.  |                |
| 5.  | Dondon for Dinner              | Dondont ebédre        | 2001. szeptember 22. |                |
| 6.  | Heat Wave                      | Hőhullám              | 2001. október 6.     |                |
| 7.  | Hurricane Havoc                | A hurrikán            | 2001. november 17.   |                |
| 8.  | Magnetix Personality           | Mágneses erős Cubix   | 2001. november 24.   |                |
| 9.  | K's Kages                      | A robottemető         | 2001. december 1.    |                |
| 10. | Fixed Competition              | Ki mit tud            | 2002. január 5.      |                |
| 11. | Office Politix                 | Az ostrom             | 2002. január 26.     |                |
| 12. | Kubix!!!                       | Dr. Gagyi Cubixa      | 2002. február 2.     |                |
| 13. | Kulminator                     | A romboló             | 2002. február 9.     |                |

## 2. évad
| #   | Eredeti cím                       | Magyar cím                      | Eredeti premier   | Magyar premier |
| --- | --------------------------------- | ------------------------------- | ----------------- | -------------- |
| 1.  | Roller Koaster                    | A hullámvasút                   | 2003. március 15. |                |
| 2.  | The Chipinator                    | Csipinátor                      | 2003. március 17. |                |
| 3.  | The Incredible Shrinking Robot    | A zsugorobot                    | 2003. március 18. |                |
| 4.  | Crash Test Pest                   | A próbababa                     | 2003. március 19. |                |
| 5.  | Tyrannix                          | A csodacsatár                   | 2003. március 20. |                |
| 6.  | Tomorrow's Robots Today           | A holnap robotja ma             | 2003. március 21. |                |
| 7.  | Media Storm                       | Viharos hírnév                  | 2003. március 22. |                |
| 8.  | CirKus                            | Cirkusz a cirkuszban            | 2003. március 29. |                |
| 9.  | Bubble Town Wishes and EPU Dreams | Az álomváros                    | 2003. március 30. |                |
| 10. | Klank                             | Klank                           | 2003. április 5.  |                |
| 11. | The Importance of Being Maximix   | Maximixnek lenni vagy nem lenni | 2003. április 12. |                |
| 12. | War Triangle                      | A robotsereg                    | 2003. április 19. |                |
| 13. | Final Showdown                    | A végső összecsapás             | 2003. április 26. |                |